# Antic Ajuntament de Tarragona
L'Antic Ajuntament és un edifici de Tarragona protegit com a Bé Cultural d'Interès Local.

## Descripció
Es tracta d'un edifici amb tipologia de casa senyorial, amb planta baixa, dos pisos i golfa.
Té una gran entrada amb un pati central quadrat i voltat de les corresponents dependències.
L'escala és amb volta que duu cap a la galeria de la planta principal i té un important enteixinat de fusta.
Sota la carcassa moderna té elements medievals. Això és producte de les restauracions dels segles XVII i xviii.
A la façana, i sobre el gran portal d'entrada, hi ha una balconada de ferro forjat que servia pels actes públics.

## Història
El 1981, sota la direcció de l'arquitecte municipal, el Sr. Baquelaina, es van restaurar les diverses dependències, apareixent elements tapats durant les reformes dels segles XVII i xviii. S'han descobert així mateix les antigues presons municipals.